# Duarte Barbosa
Duarte Barbosa (n. 1480, Lisabona, Portugalia – d. 1 mai 1521, Cebu City, Central Visayas⁠(d), Filipine) a fost un scriitor portughez și ofițer  în India portugheză între 1500 și 1516-1517, cu postul de copist în fabrica Cannanore și, uneori, translator de limba locală (Malayalam). Cartea lui "Carte de Duarte Barbosa" (Livro de Duarte Barbosa) este una dintre cele mai vechi exemple de literatură de călătorie portugheză, scrisă la circa 1516, la scurt timp după sosirea în Oceanul Indian. În 1519 Duarte Barbosa s-a angajat pe prima expediție la ocolul lumii, condusă de cumnatul său Ferdinand Magellan, murind în 1521, la sărbătoarea rajah Humabon în Cebu la Filipine.

## Prima călătorie și Livro de Duarte Barbosa
Duarte Barbosa a fost fiul lui Diogo Barbosa, un servitor al lui D. Álvaro de Braganza, care a mers în India în 1501 într-o legatura de risc a lui D. Álvaro cu  
Bartolomeu Marchionni, în a 3-a echipa portugheză pentru India condusă de Joao da Nova. În 1500 unchiul lui Gonçalo Gil Barbosa, după ce a călătorit în flota 1500 de  
Pedro Alvares Cabral, a fost lăsat ca agent în Kochi, iar în 1502 a fost transferat la Kannur. Locurile descrise de Duarte Barbosa sugerează că el l-a însoțit pe  
unchiul său în această călătorie în Kochi și Cannanore. Acolo Duarte Barbosa a învățat limba Malabar locală (malayalam). În 1503 el a fost translatorul lui Francisco  
de Albuquerque în contactele cu Rajah de Cannanore. În 1513 el a scris ca funcționar de Cannanore o scrisoare regelui Manuel I al Portugaliei, unde și-a proclamat  
poziția de master-funcționar, care i-a fost promisa. În 1514 Afonso de Albuquerque a folosit serviciile sale ca un traducător într-o încercare de a-l converti pe  
regele Kochi, așa cum a raportat în scrisoarea sa către rege. În 1515 Albuquerque l-a trimis pe Duarte Barbosa la Kozhikode pentru a supraveghea construcției a două  
nave, care urmau să servească într-o expediție la Marea Roșie, în care acesta ar fi participat mai târziu sub noul guvernator. Duarte Barbosa a revenit în Portugalia, unde a  
terminat manuscrisul cunoscut sub numele de "Cartea lui Duarte Barbosa" în 1516, conform lui Ramusi, unde a scris conturile detaliate ale culturilor  
străine. Inițial cunoscută prin mărturia italianului Giovanni Battista Ramusio, manuscrisul original a fost descoperit și publicat la începutul secolului al XIX-lea,  
în Lisabona.

## Călătoria de circumnavigație cu Magellan
Nemulțumit că nu a fost alocat, Barbosa s-a alaturat mai multor întâlniri portugheze în Sevilia, în sudul Spaniei. Tatăl său, Diogo Barbosa, l-a urmat pe D. Álvaro de  
Braganza în exil în Sevilla, unde Álvaro a devenit primar, devenind el însuși guvernator al castelului din Sevilla. În 1516 Ferdinand Magellan s-a mutat la Sevilla și s-a imprietenit cu Diogo Barbosa, împărtășindu-și experiențele de călătorie în India. Curând Magellan s-a căsătorit cu fiica lui Barbosa, Beatriz, devenind cumnatul  
lui Duarte Barbosa, consolidând legăturile dintre familiile Barbosa și Magalhaes.
La 10 august 1519 Duarte Barbosa a plecat de la Sevilla cu echipajul lui Magellan în jurul lumii împreună cu prietenul său Joao Serrao. Curiozitatea l-a condus de mai  
multe ori în timpul călătoriei să părăsească expediția în detrimentul localnicilor, spre supărarea lui Ferdinand Magellan, și Magellan chiar a venit să-l aresteze. La  
2 aprilie 1520, cu toate acestea, ajutorul lui Duarte Barbosa a fost crucial pentru a înfrunta o revoltă în Puerto San Julian (Argentina) și, ulterior, Barbosa a  
devenit căpitan al Victoriei. Potrivit lui Antonio Pigafetta, după moartea lui Magellan la 21 aprilie 1521 în Bătălia de la Mactan (Filipine), Duarte Barbosa, unul  
dintre supraviețuitorii de luptă, a fost făcut co-comandant al expediției, împreună cu Joao Serrao. Barbosa a încercat să recupereze trupul lui Magellan, fără succes:  
în funcție de acest raport, el a încercat să acosteze la Enrique Malacca, la care a renunțat. În ciuda misiunii cu care fusese insarcinat conform dorintei lui  
Magellan dinainte de plecare, Duarte Barbosa sau Joao Serrao  apoi l-au amenințat că-l transformă sclav văduvei lui Magellan. Frica față de Enrique a fost de  
atunci un motiv ca el să fi conspirat cu Rajah Humabon. Pe 1 mai 1521 toti au fost invitați de către Rajah la un banchet pe uscat în apropierea Cebu, Filipine, pentru a  
primi un cadou pentru regele Spaniei. Printre multe altele, Duarte Barbosa a fost ucis sau otrăvit. Joao Serrao a fost adus de către localnicii care au dorit să-l  
schimbe pentru arme, dar a fost lăsat în urmă, fiind salvat doar navigatorul Joao Carvalho. Enrique a dispărut de atunci.